# ライデンフィルム
株式会社ライデンフィルム（英: LIDENFILMS,Inc.）は、日本のアニメ制作会社。株式会社ウルトラスーパーピクチャーズの子会社。多くの作品の場合、「LIDENFILMS」「ライデンフィルム」とクレジットされる。

## 概要

### 歴史
2012年2月にサンジゲンの松浦裕暁が、バーナムスタジオの里見哲朗、マッドハウスを経てシャフトで『荒川アンダー ザ ブリッジ』『魔法少女まどか☆マギカ』などのアニメーションプロデューサーを務めた岩城忠雄と共に設立。
設立後に初めて関わった作品はOrdetとサンジゲンの共同制作作品『ブラック★ロックシューター』。（制作協力　全話トリガーと共同）。その後、グロス請け（作画グロス）や短編アニメの元請を経て、現在はテレビアニメとしてはスタンダードな1エピソード30分・1クールの作品元請を数多く手掛ける。2018年から2019年にかけて放送した『レイトン ミステリー探偵社 〜カトリーのナゾトキファイル〜』は、連続4クール（1年）テレビアニメ作品を手掛けた同社初の事例となった。
2023年1月、アニメ動仕会社のrebootと業務提携を締結。

### 各地スタジオ概要
本社である東京・杉並のスタジオ以外にも、日本の各地域にスタジオを持つ。通常は東京スタジオの「別室」的に機能しているが、時に自ら元請けとして短編テレビアニメなどを手掛けることがある。
京都スタジオ
2015年1月、京都府京都市中京区に発足。2016年3月には初の元請作『彼女と彼女の猫 -Everything Flows-』を手掛ける。2020年10月には京都スタジオ主導制作としては初の劇場アニメ『どうにかなる日々』を公開。
大阪スタジオ
大阪府大阪市淀川区に設立。2020年1月には初の元請作『りばあす』（ブシロードのトレーディングカードゲーム『Reバース for you』を原作とするショートアニメ）を手掛ける。
深谷スタジオ
埼玉県深谷市に設立。

## 作品履歴

### テレビアニメ
| 開始年 | 放送期間         | タイトル                                                         | 監督                    | アニメーション プロデューサー | 備考                               |
| ------ | ---------------- | ---------------------------------------------------------------- | ----------------------- | ----------------------------- | ---------------------------------- |
| 2013年 | 1月 - 4月        | 戦勇。                                                           | 山本寛                  | 土田大亮                      | 第1期、共同制作：Ordet             |
| 2013年 | 7月 - 9月        | 戦勇。                                                           | 山本寛                  | 土田大亮                      | 第2期、共同制作：Ordet             |
| 2013年 | 4月 - 6月        | あいうら                                                         | 中村亮介                | 里見哲朗 土田大亮             |                                    |
| 2013年 | 10月 - 12月      | ミス・モノクローム -The Animation-                               | 岩崎良明                | 里見哲朗 柴宏和               | 共同制作：サンジゲン               |
| 2014年 | 1月 - 3月        | うーさーのその日暮らし 覚醒編                                    | セトウケンジ            | 松浦裕暁 里見哲朗 土田大亮    | 共同制作：サンジゲン               |
| 2014年 | 9月 - 12月       | テラフォーマーズ                                                 | 浜崎博嗣                | 里見哲朗 土田大亮             |                                    |
| 2015年 | 4月 - 6月        | 山田くんと7人の魔女                                              | 宅野誠起                | 柴宏和                        |                                    |
| 2015年 | 4月 - 9月        | アルスラーン戦記                                                 | 阿部記之                | 土田大亮                      | 共同制作：サンジゲン               |
| 2015年 | 7月 - 9月        | ミス・モノクローム -The Animation- 2                             | 岩崎良明                | 柴宏和                        | 共同制作：サンジゲン               |
| 2015年 | 10月 - 12月      | ミス・モノクローム -The Animation- 3                             | 岩崎良明                | 柴宏和                        | 共同制作：サンジゲン               |
| 2016年 | 1月 - 3月        | 石膏ボーイズ                                                     | 宅野誠起                | 柴宏和                        |                                    |
| 2016年 | 1月 - 3月        | シュヴァルツェスマーケン                                         | 渡邊哲哉                | 野邉伸泰 里見哲朗 田代雄一    | 共同制作：ixtl                     |
| 2016年 | 3月              | 彼女と彼女の猫 -Everything Flows-                                | 坂本一也                | 里見哲朗 柴宏和               | 京都スタジオ制作                   |
| 2016年 | 4月 - 6月        | テラフォーマーズ リベンジ                                        | 福田道生                | 里見哲朗 漆山淳               | 共同制作：TYOアニメーションズ      |
| 2016年 | 7月 - 8月        | アルスラーン戦記 風塵乱舞                                        | 阿部記之                | 土田大亮                      |                                    |
| 2016年 | 10月 - 12月      | うどんの国の金色毛鞠                                             | 宅野誠起                | 里見哲朗 柴宏和               |                                    |
| 2017年 | 4月 - 6月        | ロクでなし魔術講師と禁忌教典                                     | 和ト湊                  | 里見哲朗                      |                                    |
| 2017年 | 7月 - 9月        | 恋と嘘                                                           | 宅野誠起                | 柴宏和                        |                                    |
| 2018年 | 1月 - 3月        | キリングバイツ                                                   | 西片康人                | 土田大亮                      |                                    |
| 2018年 | 4月 - 2019年3月  | レイトン ミステリー探偵社 〜カトリーのナゾトキファイル〜         | 満仲勧                  | N/A                           |                                    |
| 2018年 | 4月 - 6月        | LOST SONG                                                        | 森田と純平              | N/A                           | 共同制作：ドワンゴ                 |
| 2018年 | 7月 - 9月        | はねバド!                                                        | 江崎慎平                | 新家朋人                      |                                    |
| 2018年 | 7月 - 9月        | Phantom in the Twilight                                          | 森邦宏                  | 橋本淳至                      |                                    |
| 2018年 | 10月 - 12月      | 寄宿学校のジュリエット                                           | 宅野誠起                | 柴宏和                        |                                    |
| 2018年 | 10月 - 12月      | ベルゼブブ嬢のお気に召すまま。                                   | 和ト湊                  | N/A                           |                                    |
| 2019年 | 1月 - 3月        | 魔法少女特殊戦あすか                                             | 山本秀世                | 横田幸介                      |                                    |
| 2019年 | 4月 - 6月        | 真夜中のオカルト公務員                                           | 渡邊哲哉                | 柴宏和                        |                                    |
| 2019年 | 7月 - 9月        | 手品先輩                                                         | 臼井文明                | 柴宏和 稲垣敬文               |                                    |
| 2019年 | 10月 - 12月      | 放課後さいころ倶楽部                                             | 今泉賢一                | 橋本淳至                      |                                    |
| 2019年 | 10月 - 12月      | 天華百剣 〜めいじ館へようこそ!〜                                 | 佐藤裕                  | 西川恭平                      |                                    |
| 2020年 | 1月 - 2021年6月  | りばあす                                                         | 吉岡忍                  | 江戸秀州                      | 大阪スタジオ制作                   |
| 2020年 | 4月 - 6月        | 啄木鳥探偵處                                                     | 江崎慎平（総） 牧野友映 | 佐々木悠祐                    |                                    |
| 2020年 | 7月 - 9月        | アラド:逆転の輪                                                  | 阿部記之                | 横田幸介                      |                                    |
| 2021年 | 1月 - 3月        | たとえばラストダンジョン前の村の少年が序盤の街で暮らすような物語 | migmi                   | 大山裕一                      |                                    |
| 2021年 | 1月 - 3月        | 裏世界ピクニック                                                 | 佐藤卓哉                | 里見哲朗 中智仁 菊地悠太      | 共同制作：FelixFilm                |
| 2021年 | 1月 - 3月        | オルタンシア・サーガ                                             | 西片康人                | N/A                           |                                    |
| 2021年 | 1月 - 3月        | はたらく細胞BLACK                                                | 山本秀世                | 横田幸介                      |                                    |
| 2021年 | 4月 - 6月        | さよなら私のクラマー                                             | 宅野誠起                | 柴宏和                        |                                    |
| 2021年 | 4月 - 6月        | セブンナイツ レボリューション -英雄の継承者-                     | 市川量也                | 稲垣敬文                      | 共同制作：ドメリカ                 |
| 2021年 | 4月 - 9月        | 東京リベンジャーズ                                               | 初見浩一                | 横田幸介                      |                                    |
| 2021年 | 10月 - 12月      | でーじミーツガール                                               | 田澤潮                  | 稲垣敬文                      |                                    |
| 2021年 | 10月 - 12月      | かぎなど                                                         | 坂本一也                | 西川恭平                      | 京都スタジオ制作                   |
| 2021年 | 10月 - 12月      | ビルディバイド -#000000-                                         | 駒田由貴                | 山本航                        |                                    |
| 2022年 | 1月 - 3月        | 最遊記RELOAD -ZEROIN-                                            | 髙田美里                | 柴宏和                        |                                    |
| 2022年 | 1月 - 3月        | トライブナイン                                                   | 青木悠                  | 山本航                        |                                    |
| 2022年 | 1月 - 4月        | リーマンズクラブ                                                 | 山内愛弥                | 佐々木崇之                    |                                    |
| 2022年 | 4月 - 6月        | ビルディバイド -#FFFFFF-                                         | 駒田由貴                | 山本航                        |                                    |
| 2022年 | 4月 - 6月        | かぎなど（第2期）                                                | 坂本一也                | 西川恭平                      | 京都スタジオ制作                   |
| 2022年 | 7月 - 9月        | よふかしのうた                                                   | 板村智幸                | 稲垣敬文                      |                                    |
| 2022年 | 7月 - 9月        | 咲う アルスノトリア すんっ!                                      | 龍輪直征                | 栗山郁弘                      |                                    |
| 2022年 | 9月 - 12月       | うちの師匠はしっぽがない                                         | 山本秀世                | 大山裕一                      |                                    |
| 2022年 | 10月 - 2023年1月 | 令和のデ・ジ・キャラット                                         | 桜井弘明                | 橋本淳至                      |                                    |
| 2022年 | 10月 - 2023年3月 | 永久少年 Eternal Boys                                            | migmi                   | 大山裕一                      |                                    |
| 2023年 | 1月 - 4月        | 東京リベンジャーズ（第2期）                                      | 初見浩一                | 横田幸介                      |                                    |
| 2023年 | 4月 - 6月        | 勇者が死んだ!                                                    | 久城りおん              | 山本航                        |                                    |
| 2023年 | 4月 - 7月        | 君は放課後インソムニア                                           | 池田ユウキ              | 佐々木悠祐                    |                                    |
| 2023年 | 7月 - 9月        | ライザのアトリエ 〜常闇の女王と秘密の隠れ家〜                    | 楪エマ                  | 佐々木崇之                    |                                    |
| 2023年 | 7月 - 12月       | るろうに剣心 -明治剣客浪漫譚-                                    | 山本秀世                | 大山裕一                      |                                    |
| 2023年 | 10月 - 12月      | 東京リベンジャーズ（第3期）                                      | 初見浩一                | 横田幸介                      |                                    |
| 2023年 | 10月 - 12月      | ゴブリンスレイヤーII                                             | 尾崎隆晴（総） 髙田美里 | 佐々木悠祐                    |                                    |
| 2024年 | 4月 - 6月        | となりの妖怪さん                                                 | 山内愛弥                | 荻巣佑也                      |                                    |
| 2024年 | 4月 - 6月        | 神は遊戯に飢えている。                                           | 白石達也                | 佐々木悠祐                    |                                    |
| 2024年 | 7月 - 9月        | ばいばい、アース                                                 | 西片康人                | 山本航                        |                                    |
| 2024年 | 10月 - 2025年3月 | るろうに剣心 -明治剣客浪漫譚- 京都動乱                           | 駒田由貴                | 山蔵                          |                                    |
| 2025年 | 1月 - 3月        | 魔法使いの約束                                                   | 龍輪直征                | 菴原愛                        |                                    |
| 2025年 | 4月 - 6月        | 履いてください、鷹峰さん                                         | 牧野友映                | 菴原愛                        |                                    |
| 2025年 | 7月 -            | よふかしのうた Season2                                           | 板村智幸                | 荻巣佑也                      |                                    |
| 2025年 | 7月 -            | まったく最近の探偵ときたら                                       | 久城りおん              | 山蔵                          |                                    |
| 2025年 | 10月             | 東島丹三郎は仮面ライダーになりたい                               | 池添隆博                | 未公表                        |                                    |
| 2025年 | 秋 -             | 最後にひとつだけお願いしてもよろしいでしょうか                   | 坂本一也                | 未公表                        | メインプロダクション：京都スタジオ |
| 2026年 | 未公表           | 黒猫と魔女の教室                                                 | 龍輪直征                | 未公表                        |                                    |

### 劇場アニメ
| 公開年 | タイトル                                                       | 監督                  | アニメーション プロデューサー | 備考                                                   |
| ------ | -------------------------------------------------------------- | --------------------- | ----------------------------- | ------------------------------------------------------ |
| 2014年 | 新劇場版 頭文字D Legend1-覚醒-                                 | 日高政光              | 田代雄一                      | 共同制作：サンジゲン                                   |
| 2014年 | 劇場版 カードファイト!! ヴァンガード ネオンメサイア            | 板垣伸                | 里見哲朗 土田大亮             |                                                        |
| 2015年 | 新劇場版 頭文字D Legend2-闘走-                                 | 日高政光（総） 中智仁 | 田代雄一                      | 共同制作：サンジゲン                                   |
| 2016年 | 新劇場版 頭文字D Legend3-夢現-                                 | 日高政光（総） 中智仁 | 田代雄一                      | 共同制作：サンジゲン                                   |
| 2016年 | モンスターストライク THE MOVIE はじまりの場所へ                | 江崎慎平              | 里見哲朗                      | 共同制作：ウルトラスーパーピクチャーズ、XFLAG PICTURES |
| 2020年 | どうにかなる日々                                               | 佐藤卓哉              | N/A                           | 京都スタジオ制作                                       |
| 2021年 | 映画 さよなら私のクラマー ファーストタッチ                     | 宅野誠起              | 柴宏和                        |                                                        |
| 2021年 | 神在月のこども                                                 | 四戸俊成 白井孝奈     | 横田幸介                      |                                                        |
| 2023年 | 永久少年 Eternal Boys NEXT STAGE                               | migmi                 | 橋本淳至                      |                                                        |
| 2024年 | 劇場版すとぷり はじまりの物語〜Strawberry School Festival!!!〜 | 松浦直紀              | 未公表                        |                                                        |

### OVA
| 発売年 | タイトル                     | アニメーション プロデューサー | 共同制作            |
| ------ | ---------------------------- | ----------------------------- | ------------------- |
| 2014年 | テラフォーマーズ バグズ2号編 | 里見哲朗 土田大亮             |                     |
| 2014年 | 山田くんと7人の魔女          | 柴宏和                        |                     |
| 2018年 | テラフォーマーズ 地球編      | 里見哲朗 漆山淳               | TYOアニメーションズ |

### Webアニメ
| 配信年 | タイトル                                    | 監督     | アニメーション プロデューサー | 備考                         |
| ------ | ------------------------------------------- | -------- | ----------------------------- | ---------------------------- |
| 2017年 | センリツのルシファー ただひとつの始まりの歌 | 坂本一也 | N/A                           | 京都スタジオ制作             |
| 2017年 | モンソニ! ダルタニャンのアイドル宣言        | 出井京渡 | N/A                           |                              |
| 2019年 | 無限の住人-IMMORTAL-                        | 浜崎博嗣 | N/A                           | 日本の一部テレビ局でも放送   |
| 2020年 | もったいないばあさん                        | 梅津朋美 | 廣瀬清志                      | 共同制作：editz              |
| 2022年 | コタローは1人暮らし                         | 牧野友映 | 大山裕一                      | Netflixオリジナル作品        |
| 2022年 | BASTARD!! -暗黒の破壊神-                    | 尾崎隆晴 | 佐々木悠祐                    | 第1期、Netflixオリジナル作品 |
| 2023年 | BASTARD!! -暗黒の破壊神-                    | 尾崎隆晴 | 佐々木悠祐                    | 第2期、Netflixオリジナル作品 |
| 2025年 | キャッツ・アイ                              | 末田宜史 | 未公表                        | Disney+オリジナル作品        |

### その他
| 年     | タイトル                                              | 備考                        |
| ------ | ----------------------------------------------------- | --------------------------- |
| 2013年 | 山田くんと7人の魔女                                   | PV                          |
| 2013年 | Animelo Summer Live 2013 -FLAG NINE-                  | ライブイベント              |
| 2017年 | オルタンシア・サーガ -蒼の騎士団-                     | テレビCM                    |
| 2018年 | 絵本 がんばれ ちびゴジラ                              | PV、京都スタジオ制作        |
| 2021年 | かいじゅう色の島                                      | 仕上げ検査、元請:Seven Arcs |
| 2021年 | シン・エヴァンゲリオン劇場版𝄇                         | 動画、元請:カラー           |
| 2021年 | ンダホ結婚おめでとう！！ － Fischer's-フィッシャーズ- | YouTube                     |

## 関連人物

### アニメーター・演出家
- 吉岡忍（大阪スタジオ所属）
- 坂本一也（京都スタジオ室長、元・京都アニメーション在籍）

### 制作
- 里見哲朗（代表取締役）
- 松浦裕暁（元取締役）
- 田代雄一（取締役）
- 佐々木悠祐
- 横田幸介